# Raisin Bank
Raisin Bank AG es un banco alemán con sede en Fráncfort del Meno. La compañía, que posee una licencia bancaria completa, está especializada en clientes corporativos y actúa como socio de operaciones con terceros. 

## Historia
Raisin Bank fue fundado en 1973 con el nombre de Mitteleuropäische Handelsbank AG German-Polish Bank en Fráncfort del Meno por el Landesbank Hessen-Thüringen (Helaba) y el banco polaco Bank Handlowy. En su primera etapa operaba principalmente como proveedor de servicios en el área de los pequeños ahorradores y se publicita bajo el nombre de MHB-Bank. Desde 2005, el banco es una compañía subsidiaria del banco de inversión estadounidense Lone Star. En marzo de 2019, se anunció que Raisin GmbH, con sede en Berlín (propietaria de la marca Weltsparen), se hizo cargo del banco y en agosto de 2019 pasó a llamarse Raisin Bank. En junio de 2022, Raisin Bank amplió su negocio para incluir servicios de pago (pagos electrónicos y soluciones de efectivo) al comprar la división de servicios de pago de Bankhaus August Lenz & Co. AG.

## Operaciones y servicios
Raisin Bank actúa en el área de servicios bancarios, en particular en el área de servicios de cartera de crédito y préstamos. Además, el banco actúa como socio de cooperación para varias compañías, con un enfoque especial en el llamado fintechs o banca online. En relación con los créditos, Raisin Bank AG acompaña a sus clientes durante todo el proceso, y les ofrece la refinanciación de créditos, la renovación parcial de los mismos, ajustes de intereses y/o condiciones, así como la reestructuración de todos los créditos del cliente. El banco actúa como fiduciario o como subparticipante. A través del llamado pasaporte de la Unión Europea, existe la posibilidad de captación de clientes del área económica de la UE. Bajo el servicio Transactionbanking, Raisin Bank ofrece a sus clientes servicios de gestión de cuentas y pagos para clientes extracomunitarios. 
Entre otras cosas, Raisin Bank AG coopera con la plataforma en línea Weltsparen, que desde finales de 2013 ha permitido invertir dinero con bancos europeos a una tasa de interés generalmente más alta que en Alemania.
Los depósitos en el Raisin Bank están cubiertos por parte de la Institución de Compensación de los Bancos Alemanes (EdB) hasta un monto de 100 000 euros por persona.

## Enlaces web
- Sitio web de Raisin Bank
- Raisin Bank